# Algo incorrecto
Algo incorrecto és una pel·lícula dramàtica argentina de 2022 dirigida per Susana Nieri que està basada en fets reals. Narra la història d'una dona que decideix denunciar a un jutge per abús sexual infantil, mentre que una altra dona busca la protecció del mateix jutge. És protagonitzada per Eleonora Wexler, César Bordón, Maru Cesanelli i Stella Maris Matute. La pel·lícula es va estrenar el 6 d'octubre de 2022 a les sales de cinemes de l'Argentina.

## Argument
Victoria és una treballadora social que, després de molts anys, decideix tornar a Mar del Plata per denunciar al jutge García Avellaneda per un abús sexual infantil comesa contra la seva germana. Per una altra costat, Rosario, la filla del jutge, també torna a la ciutat amb les seves dues filles per a buscar la protecció del seu pare. No obstant això, durant una convocatòria pels drets de les dones, Rosario i Victoria creuaran els seus camins que canviarà per sempre el rumb de les seves històries.

## Repartiment
- Eleonora Wexler com Rosario García Avellaneda
- César Bordón com Evaristo García Avellaneda
- Maru Cesanelli com Victoria
- Stella Maris Matute com Esposa d’Evaristo

## Recepció

### Comentaris de la crítica
Al lloc web Todas las críticas, la pel·lícula té aprovació del 56% basat en 6 ressenyes. Juan Pablo Russo d'Escribiendo cine va qualificar al film amb un 6, dient que «Nieri construeix un relat clàssic i on Eleonora Wexler torna a demostrar una potència interpretativa». Per la seva part, Matías Frega de Cine argentino hoy va descriure que la pel·lícula «no busca innovar cinematogràficament, la seva producció és austera, simple», però que el seu camí és visibilitzar la problemàtica.
En una ressenya per Lúdico News, Marcelo Cafferata va escriure que «la composició de Wexler és el més destacat de la nova pel·lícula de Nieri i torna a demostrar que és una de les actrius més notables de l'actualitat que pot modificar el seu registre». Per altra part, Leny Pereiro de Pantalla partida va destacar que la cinta compta «amb molt bona fotografia i actuacions a l'altura, entre les quals es destaca Eleonora Wexler».

### Premis i nominacions
| Llista de premis i nominacions | Llista de premis i nominacions | Llista de premis i nominacions | Llista de premis i nominacions | Llista de premis i nominacions | Llista de premis i nominacions |
| Any                            | Organització                   | Categoria                      | Nominat/a(s)                   | Resultat                       | Ref(s)                         |
| ------------------------------ | ------------------------------ | ------------------------------ | ------------------------------ | ------------------------------ | ------------------------------ |
| 2022                           | Festival La Mujer y el Cine    | Premi Lahaye Media             | Algo incorrecto                | Guanyador                      | [ 10 ]                         |
| 2023                           | Premis Cóndor de Plata         | Millor actriu                  | Eleonora Wexler                | Nominat                        | [ 11 ]                         |